# سوار أباد (أمان أباد)
سوار أباد (بالفارسية: سوارآباد) هي قرية تقع في إيران في قسم أمان أباد الريفي. يقدر عدد سكانها بـ 667 نسمة بحسب إحصاء 2016.